# José Daniel Valencia
José Daniel Valencia (* 3. říjen 1955, San Salvador de Jujuy) je bývalý argentinský fotbalista. Nastupoval většinou na postu záložníka.
S argentinskou reprezentací vyhrál mistrovství světa roku 1978.. Hrál též na světovém šampionátu ve Španělsku roku 1982. V národním mužstvu působil v letech 1975–1982 a odehrál 41 utkání, v nichž vstřelil 5 branek.
Působil v argentinské lize (Gimnasia y Esgrima Jujuy, Talleres Córdoba, Rosario Central), ekvádorské lize (LDU Portoviejo) a bolivijské lize (Jorge Wilstermann Cochabamba, San José Oruro).